# غوستاف بيك
غوستاف بيك (بالألمانية: Gustav Pick)‏ (و. 1832 – 1921 م) هو ملحن نمساوي، توفي في فيينا، عن عمر يناهز 89 عاماً.

## روابط خارجية
- غوستاف بيك على موقع ميوزك برينز (الإنجليزية)
- غوستاف بيك على موقع ديسكوغز (الإنجليزية)